# Przeciągnij i upuść

Prezentacja techniki „przeciągnij i upuść”

Przeciągnij i upuść (ang. drag and drop) – jedno z udogodnień oferowanych przez menedżery okien graficznych interfejsów użytkownika. Polega ono na umożliwieniu użytkownikowi wykonywania określonych operacji na dwóch różnych obiektach za pomocą pojedynczego ruchu myszą komputerową.
W celu użycia tej techniki należy wykonać następujące czynności:
- ustawić kursor myszy nad obiektem na ekranie, wcisnąć lewy klawisz myszy
- trzymając wciśnięty klawisz, przesunąć myszą kursor do miejsca docelowego
- puścić przycisk myszy.

Nie wszystkie aplikacje obsługują tę technikę, niemniej jest ona szeroko rozpowszechniona ze względu na swoją intuicyjność, prostotę i wygodę. Oto przykłady zastosowania:
- przeciąganie pliku na ikonę programu lub jego okno w celu otworzenia tego pliku
- kopiowanie, przenoszenie, tworzenie skrótów do plików
- dodawanie plików lub obiektów do listy przetwarzania, np. plików multimedialnych do listy odtwarzania
- przeciąganie komendy na obiekt, względem którego ma zostać zastosowana, np. koloru na rysunek w celu wypełnienia go
- przenoszenie elementów pomiędzy aplikacjami, np. przenoszenie zaznaczonego tekstu do innej aplikacji na zasadzie kopiuj-wklej(inne języki), czy przenoszenie listy plików do innej aplikacji (np. do listy odtwarzania w jakiejś aplikacji odtwarzającej muzykę lub filmy)
- zmiana położenia i rozmiarów okien.

Niektóre aplikacje oferują „alternatywną” metodę sposobu wykonania operacji, pozwalając na „chwytanie” elementu prawym klawiszem myszy. Wtedy po puszczeniu klawisza rozwija się menu pozwalające określić operację, jaką poprzez to przenoszenie użytkownik chce wykonać, podczas gdy w przypadku chwytania lewym klawiszem myszy wykonywana jest akcja domyślna. Przykładem jest Eksplorator Windows, gdzie w przypadku przenoszenia pliku lewym klawiszem myszy wykonuje się akcja domyślna, czyli przenoszenie (jeśli w obrębie tego samego urządzenia) lub kopiowanie (jeśli między urządzeniami), natomiast w przypadku przenoszenia prawym klawiszem myszy puszczenie spowoduje wyświetlenie menu z wyborem operacji do wykonania. Często można również wykonywać czynności inne niż domyślna, wykonując czynność z przytrzymanym jednym z klawiszy modyfikujących (Ctrl, Alt lub ⇧ Shift).

## Historia
Jednymi z pierwszych komputerów umożliwiających skorzystanie z tej techniki były:
- Apple  Macintosh (1984)
- Atari ST system Atari TOS/GEM (od wersji 1.0, 1985)

Oprogramowanie powstające na Atari ST było jednym z najbardziej powszechnie wykorzystujących techniki typowe dla środowisk GUI. Takie operacje jak Przeciągnij i upuść były elementem nieodzownym, co więcej często cały interfejs aplikacji opierał się o tę technikę (np. wiele programów miało własne pulpity z ikonkami itp.).
Było to czasami pewną barierą dla osób nieobytych z tak zaawansowanymi systemami okienkowymi, gdyż były one przyzwyczajone co najwyżej do klikania w przyciski (np. na ówczesnych pecetach).

### GEM
Atari ST po wprowadzeniu na rynek stało się interesującą alternatywą dla Apple, gdyż był to komputer tani oraz z założenia miał funkcjonować w oparciu o GUI. Nowoczesnym podejściem producenta było standardowe wyposażenie zestawu w dwuklawiszową myszkę.
Komputery te miały specyficzny sposób sterowania na wypadek braku myszki lub jej uszkodzenia. Za pomocą klawisza Alt, strzałek oraz innych, możliwe było wykonanie nawet najbardziej zaawansowanych operacji, które zwykle wykonuje się za pomocą myszki (np. przeciągnij i upuść itp.). Możliwe też było przesuwanie kursora myszki co jeden piksel itp., co pozwalało na bardzo precyzyjne ruchy.
Pomysł ten był odmienny od stosowanego w np. Microsoft Windows, ze względu na to, że cały czas był aktywny oraz w żaden sposób nie ograniczał korzystania z interfejsu graficznego (GUI).